# Sofia Assefa
Sofia Assefa , född 14 november 1987 i Addis Abeba, är en etiopisk friidrottare.
Assefa blev olympisk silvermedaljör på 3 000 meter hinder vid sommarspelen 2012 i London.